# 브레이킹 (영화)
브레이킹(Breakin')은 미국에서 제작된 조엘 실버그 감독의 1984년 뮤지컬, 드라마 영화이다. 루신다 딕키 등이 주연으로 출연하였고 알렌 드베부아 등이 제작에 참여하였다.

## 출연

### 주연
- 루신다 딕키
- 아돌포 퀴노네스
- 마이클 챔버스

### 조연
- 벤 로케이
- 크리스토퍼 맥도날드
- 피니스 뉴본 3세
- 브루노 팔콘